# سرديان ستانيتش (لاعب كرة قدم)
سرديان ستانيتش (بالصربية: Срђан Станић)‏ هو لاعب كرة قدم صربي في مركز الوسط، ولد في 7 يونيو 1982 في مدينة فرباس في صربيا. شارك مع منتخب صربيا تحت 21 سنة لكرة القدم. أما مع النوادي، فقد لعب مع سبارتاك موسكو ونادي أو إف كيه بيوغراد ونادي ديوسجوري ونادي فيرينتسفاروشي وهايدوك كولا.

## وصلات خارجية
- سرديان ستانيتش (لاعب كرة قدم) على موقع قاعدة بيانات كرة القدم.إي يو (الإنجليزية)
- سرديان ستانيتش (لاعب كرة قدم) على موقع Soccerway.com (الإنجليزية)
- سرديان ستانيتش (لاعب كرة قدم) على موقع عالم كرة القدم.نت (الإنجليزية)